# Spas (Fernsehsender)

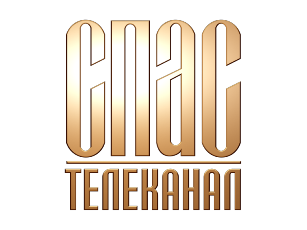
Logo des Senders

Spas (russisch Спас ‚Erlöser‘, ‚Heiland‘) ist ein privater Fernsehsender in Russland. Spas, erst Mitte 2005 gegründet, steht der russisch-orthodoxen Kirche nahe und hat sich zum Ziel gesetzt, die öffentliche Meinung durch religiöse und nationalistische Sendungen zu beeinflussen. Jedoch ist die Kirche am Sender finanziell nicht beteiligt und nimmt keinen direkten Einfluss auf das Programm, auch wenn der Sender den offiziellen Segen des Moskauer Patriarchen besitzt. Spas sendet landesweit und zwölf Stunden täglich ein religiöses Spartenprogramm mit Nachrichten, Talkshows, Dokumentationen und Predigten. Spas sendet keinerlei Spielfilme, Unterhaltungs- oder Kindersendungen.
Obwohl mit zum Teil in Russland sehr prominenten Moderatoren aus Politik und Unterhaltung ausgestattet, ist der aktuelle Erfolg des Senders gering. Er hat einen russlandweiten Marktanteil von unter einem Prozent.